# Southeastern Replicars

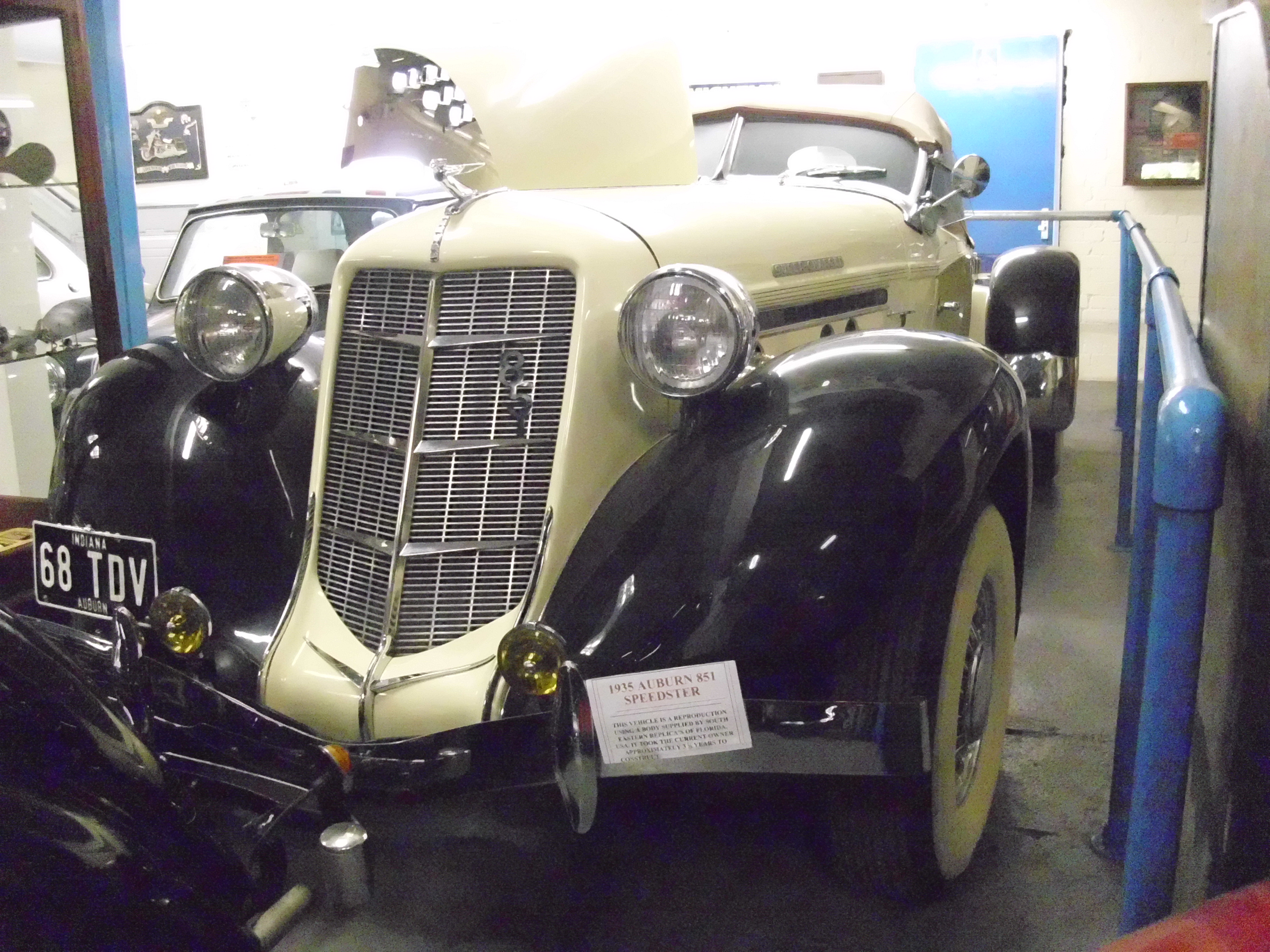
Southeastern Replicars von 1980

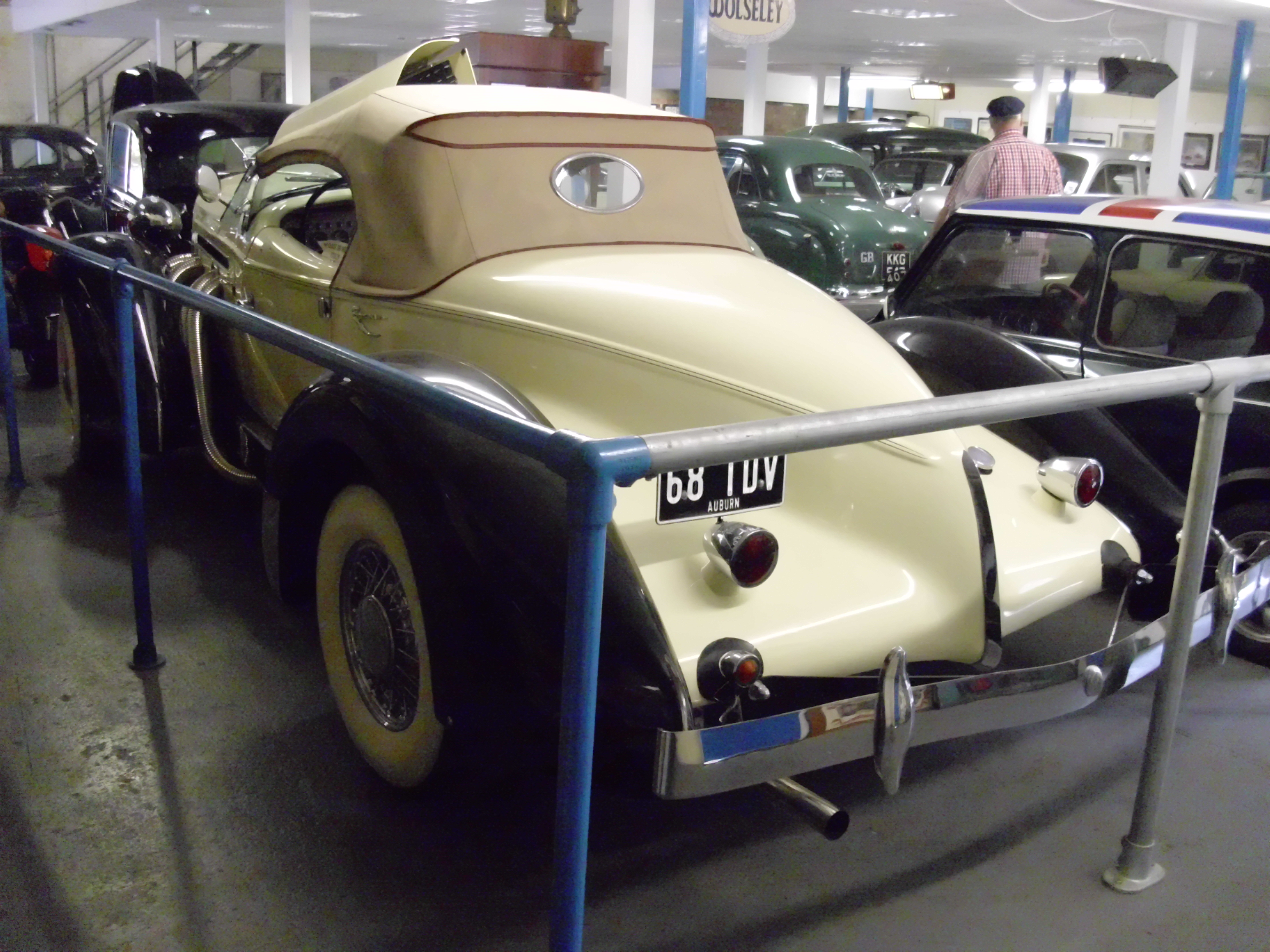
Heckansicht

Southeastern Replicars Inc. war ein US-amerikanischer Hersteller von Automobilen.

## Unternehmensgeschichte
David Samuels gründete das Unternehmen am 8. November 1978 in Clearwater in Florida. Andere Quellen geben die Stadt Largo an. Neben der Restaurierung klassischer Fahrzeuge begann die Produktion von Automobilen und Kit Cars. Der Markenname lautete Southeastern, evtl. mit dem Zusatz Replicars. Ab 25. August 1980 gab es eine Niederlassung in Kalifornien. Die Produktion endete je nach Quelle 1980, frühestens 1981 oder 1984.  Zwei Internetseiten geben an, dass die letzte überlieferte Handlung am 14. Dezember 1982 war.

## Fahrzeuge
Drei Modelle waren Nachbildungen von Fahrzeugen der Auburn Automobile Company aus den 1930er Jahren. Der Speedster war ein zweisitziger Roadster. Die Tourenwagen Phaeton gab es mit 2 + 2 Sitzen sowie als vollwertigen Viersitzer. Der Radstand betrug 323 cm bzw. 348 cm bei Viersitzer. Fahrgestell und Motor stammten wahlweise von Ford oder General Motors. Von dieser Baureihe entstanden bis 1982 etwa 300 Fahrzeuge.
Eine andere Quelle nennt weitere Nachbauten. Ein Vorbild war der 1928er Stutz Black Hawk Speedster von Stutz. Das Modell hatte einen Sechszylindermotor von Ford mit 4900 cm³ Hubraum.
Die Nachbildung des Cord 812 von Cord hatte V8-Motoren von Chevrolet und Oldsmobile.